# Mesoleptus semiflavus
Mesoleptus semiflavus är en stekelart som beskrevs av Christian Gottfried Daniel Nees von Esenbeck 1830. Mesoleptus semiflavus ingår i släktet Mesoleptus och familjen brokparasitsteklar. Inga underarter finns listade i Catalogue of Life.